# Azerbeidzjan op het Eurovisiesongfestival 2013

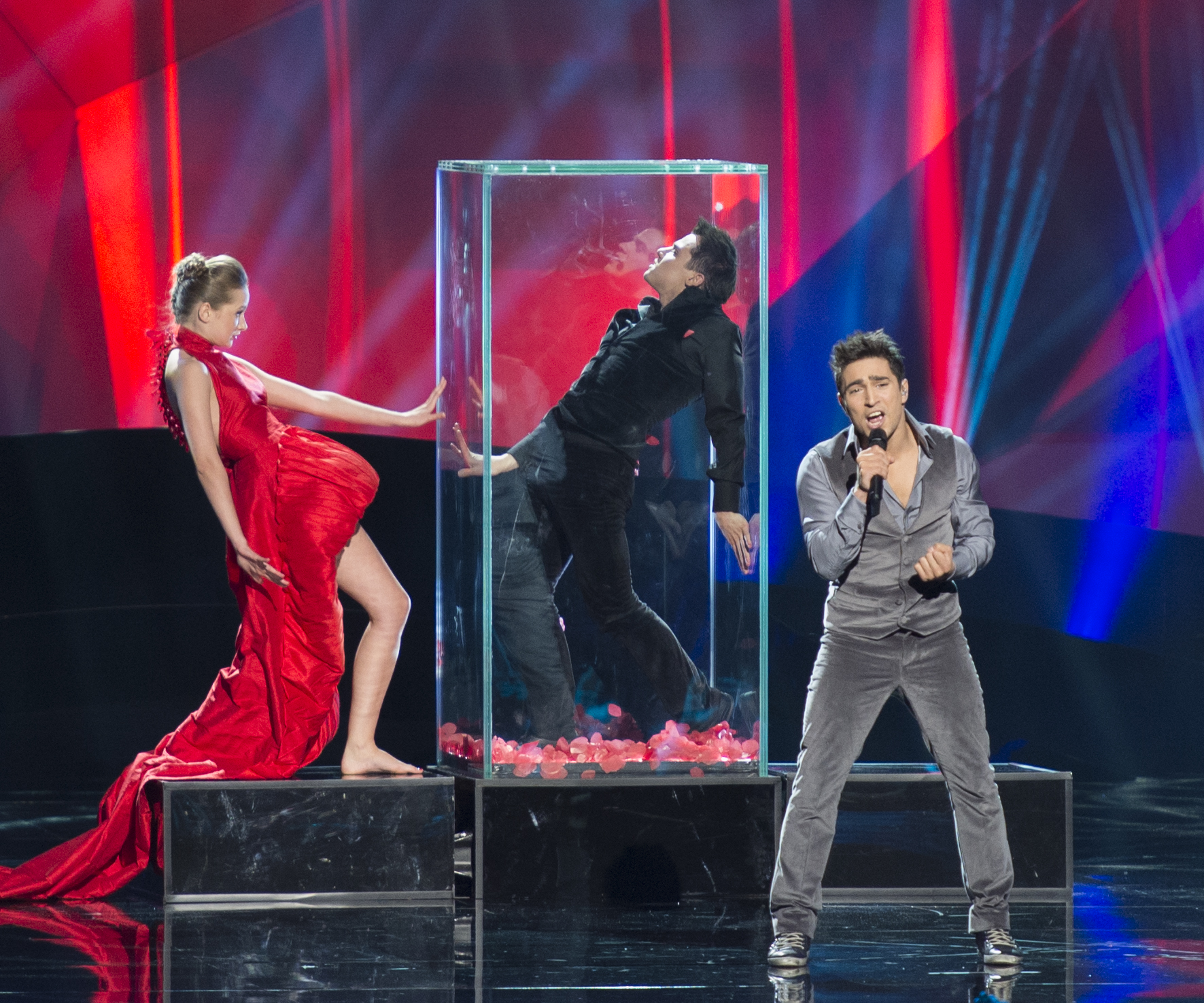
Mammadov tijdens de repetitie in Malmö

Azerbeidzjan nam deel aan het Eurovisiesongfestival 2013 in Malmö, Zweden. Het was de 6de deelname van het land op het Eurovisiesongfestival. ITV was verantwoordelijk voor de Azerbeidzjaanse bijdrage voor de editie van 2013.

## Selectieprocedure
Azerbeidzjan startte op 15 oktober de zoektocht naar de kandidaat voor 2013. Net als in de afgelopen drie jaar werd er eerst gezocht naar een kandidaat en later pas naar een nummer. Kandidaten konden zich van 15 tot en met 25 oktober inschrijven, waarna een selectiecommissie de kandidaten selecteerde die in aanmerking kwamen voor de nationale selectie. 68 kandidaten mochten uiteindelijk meedingen voor het ticket richting Eurovisiesongfestival. Acht weken lang traden elke week acht of negen kandidaten op, waarvan er één naar de finale mocht. Uit de twee laatste voorrondes gingen telkens twee kandidaten door naar de finale. De kandidaten zongen maandag een internationale hit, dinsdag een Azerbeidzjaans nummer, woensdag een songfestivalklassieker en donderdag een keuzenummer.
De tien gekwalificeerden uit de voorrondes mochten op 14 maart aantreden in de nationale finale. Deze werd uiteindelijk gewonnen door Farid Mammadov, met het nummer Hold Me.

## Milli Seçim Turu 2013

### Voorrondes

#### Eerste voorronde
17 december 2012
| Plaats | Artiest             |
| ------ | ------------------- |
| 1      | Vügar Muradov       |
| 2      | New Skin            |
| 3      | Medina Muradkhanova |
| 4      | Tomiris Naibli      |
| 5      | Rinat Alimov        |
| 6      | Nigar Alizadeh      |
| 7      | Anna Zemchenko      |
| 8      | Jahangir Gasimzadeh |
| 9      | Elgiz Mammadov      |

#### Tweede voorronde
24 december 2012
| Plaats | Artiest                     |
| ------ | --------------------------- |
| 1      | Revana Aliyeva              |
| 2      | Ena-Kameliya Tabeş Moqeddem |
| 3      | Leyla Izzetova              |
| 4      | Rafael Isayev               |
| 5      | Baku                        |
| 6      | Sebel Ceferov               |
| 7      | Şahin Sadiqov               |
| 8      | Anar Seferov                |
| 9      | Xeyal Tağıyev               |

#### Derde voorronde
7 januari 2013
| Plaats | Artiest            |
| ------ | ------------------ |
| 1      | Fereh Hadiyeva     |
| 2      | Elton İbrahimov    |
| 3      | Adil Bakhishli     |
| 4      | Mehrem Gurbanzadeh |
| 5      | Avantaj            |
| 6      | Zeka Zeynalov      |
| 7      | Oksana Rizayeva    |
| 8      | Vugar Aliyev       |
| 9      | Ulviyye Bakhishova |

#### Vierde voorronde
14 januari 2013
| Plaats | Artiest            |
| ------ | ------------------ |
| 1      | Leyla Aliyeva      |
| 2      | Khana Hasanova     |
| 3      | Sabina Shahmedova  |
| 4      | Aydan Nuralizadeh  |
| 5      | Boris Bayramov     |
| 6      | Elgun Huseynov     |
| 7      | Rovshan Azizov     |
| 8      | Aghamehdi Mirzayev |

#### Vijfde voorronde
28 januari 2013
| Plaats | Artiest            |
| ------ | ------------------ |
| 1      | Leyla Gafari       |
| 2      | Sevinj Thunold     |
| 3      | Elvin Babazadeh    |
| 4      | Akif Aliyev        |
| 5      | Rana Khalilova     |
| 6      | Jalal Abbasov      |
| 7      | Mustafa Mustafayev |
| 8      | Mustafa Mustafayev |
| 9      | Vusal Nasibov      |

#### Zesde voorronde
4 februari 2013
| Plaats | Artiest            |
| ------ | ------------------ |
| 1      | Farid Mammadov     |
| 2      | Narmina Seyidova   |
| 3      | Mardan Kazimov     |
| 4      | Farid Hasanov      |
| 5      | Davud Asgarli      |
| 6      | Arzu Salimova      |
| 7      | Aygul Mammadova    |
| 8      | Rustam Allazov     |
| 9      | Chinara Ismayilova |

#### Zevende voorronde
18 februari 2013
| Plaats | Artiest              |
| ------ | -------------------- |
| 1      | Nigar Hüseynova      |
| 2      | Vlada Akhundova      |
| 3      | Rolan Seyidov        |
| 4      | Arzu Ismayilova      |
| 5      | Huseyn Abdullayev    |
| 6      | Husniyya Adigozalova |
| 7      | Aysel Narimanova     |
| 8      | Ad Gloriam           |

#### Achtste voorronde
4 maart 2013
| Plaats | Artiest              |
| ------ | -------------------- |
| 1      | Valeria Huseynzadeh  |
| 2      | Aysel Babayeva       |
| 3      | Orkhan Kerimli       |
| 4      | Seyran Ismayilkhanov |
| 5      | Laman Dadashova      |
| 6      | Uzeyir Guliyev       |
| 7      | Said Ismayilzadeh    |
| 8      | Elvin Babashov       |
| 9      | Aishabeyim Naghiyeva |

### Finale
14 maart 2013
| Volgorde | Artiest             | Lied               |
| -------- | ------------------- | ------------------ |
| 1        | Leyla Gafari        | Pride              |
| 2        | Vügar Muradov       | Baby baby          |
| 3        | Valeria Huseynzadeh | If this is love    |
| 4        | Leyla Aliyeva       | Welcome to the sun |
| 5        | Fereh Hadiyeva      | We are one         |
| 6        | Nigar Hüseynova     | I still believe    |
| 7        | Vlada Akhundova     | Big time           |
| 8        | Revana Aliyeva      | Lovely king        |
| 9        | Farid Mammadov      | Hold me            |
| 10       | Aysel Babayeva      | Sleazy mo          |

## In Malmö
Azerbeidzjan trad aan in de tweede halve finale van het Eurovisiesongfestival 2013 op donderdag 16 mei. Azerbeidzjan won die halve finale met 139 punten. In de finale werd Azerbeidzjan tweede, met 234 punten.

### Gekregen punten

#### Halve Finale 2
| 12 punten                                                                   | 10 punten | 8 punten                                          | 7 punten  | 6 punten |
| --------------------------------------------------------------------------- | --------- | ------------------------------------------------- | --------- | -------- |
| - Bulgarije - Georgië - Griekenland - Hongarije - Israël - Malta - Roemenië |           | - Albanië - Frankrijk - IJsland - Noord-Macedonië | - Letland |          |
| 5 punten                                                                    | 4 punten  | 3 punten                                          | 2 punten  | 1 punt   |
| - Noorwegen                                                                 |           | - Finland - San Marino - Zwitserland              | - Spanje  |          |

#### Finale
| 12 punten | 10 punten                           | 8 punten                        | 7 punten                               | 6 punten      |
| --- | ----------------------------------- | ------------------------------- | -------------------------------------- | ------------- |
| - Bulgarije - Georgië - Griekenland - Hongarije - Israël - Litouwen - Malta - Montenegro - Oostenrijk - Rusland | - Oekraïne - Roemenië - Wit-Rusland | - Cyprus - Frankrijk - Moldavië | - Albanië - IJsland - Kroatië - Spanje | - Zwitserland |
| 5 punten | 4 punten                            | 3 punten                        | 2 punten                               | 1 punt        |
| - België - Servië                                                                                               | - Duitsland                         | - Letland - Slovenië            | - Ierland - Nederland - San Marino     |               |

### Punten gegeven door Azerbeidzjan

#### Halve Finale 2
Punten gegeven in de halve finale:
| 12 punten | Malta       |
| 10 punten | Georgië     |
| 8 punten  | Roemenië    |
| 7 punten  | Griekenland |
| 6 punten  | Israël      |
| 5 punten  | Noorwegen   |
| 4 punten  | Bulgarije   |
| 3 punten  | Finland     |
| 2 punten  | Albanië     |
| 1 punt    | San Marino  |

#### Finale
Punten gegeven in de finale:
| 12 punten | Oekraïne    |
| 10 punten | Georgië     |
| 8 punten  | Malta       |
| 7 punten  | Wit-Rusland |
| 6 punten  | Roemenië    |
| 5 punten  | Denemarken  |
| 4 punten  | Griekenland |
| 3 punten  | Litouwen    |
| 2 punten  | Noorwegen   |
| 1 punt    | Moldavië    |

2008 · 2009 · 2010 · 2011 · 2012 · 2013 · 2014 · 2015 · 2016 · 2017 · 2018 · 2019 · 2020 · 2021 · 2022 · 2023 · 2024 · 2025
Albanië · Armenië · Azerbeidzjan · België · Bulgarije ·  Cyprus · Denemarken · Duitsland · Estland · Finland · Frankrijk · Georgië · Griekenland · Hongarije · Ierland · IJsland · Israël · Italië ·  Kroatië · Letland · Litouwen · Macedonië · Malta · Moldavië · Montenegro · Nederland · Noorwegen · Oekraïne · Oostenrijk · Roemenië · Rusland · San Marino · Servië · Slovenië · Spanje · Verenigd Koninkrijk · Wit-Rusland · Zweden · Zwitserland